# Sahuasiray
Le Sahuasiray (ou Colque Cruz) est une montagne péruvienne située dans la cordillère d'Urubamba (cordillère des Andes). C'est un sommet ultra-proéminent atteignant 5 818 mètres d'altitude. Il fait partie de la cordillère Orientale et se trouve dans le département de Cuzco.
Il est gravi pour la première fois le 21 juin 1963 par les italiens Fulvio Ratto, Franco Riva, Antonio Zappa et Carlo Pivano.